# Kansallis-Osake-Pankki
Kansallis-Osake-Pankki (KOP) fut une banque commerciale finlandaise de 1889 à 1995. 

## Histoire
La KOP a été fondée par le mouvement fennomane en réponse finnoise à la banque Suomen Yhdyspankki (Swedish: Föreningsbanken i Finland) largement suédophone. Les deux banques fusionneront en 1995 pour former la banque Merita. La banque Merita fusionnera plus tard avec la Nordbanken pour constituer la banque Nordea.

## Directeurs
- Otto Hjelt (1889–1892)
- Fredrik Nybom (1892–1914)
- Juho Kusti Paasikivi (1914–1934)
- Mauri Honkajuuri (1934–1948)
- Matti Virkkunen (1948–1975)
- Veikko Makkonen (1975–1983)
- Jaakko Lassila (1983–1991)
- Pertti Voutilainen (1991–1995)